# Firestarter (film)
Firestarter is een Amerikaanse sciencefiction-thriller uit 1984 onder regie van Mark L. Lester. Het verhaal is gebaseerd op dat uit het gelijknamige boek van Stephen King uit 1984. Hieruit werden in de film tientallen details veranderd, maar aan de hoofdlijnen van de plot bleef de verfilming trouw.
In 2002 werd de twee uur durende miniserie Firestarter 2: Rekindled uitgebracht als vervolg. Hierin keren verschillende personages uit Firestarter terug, maar worden deze allemaal gespeeld door andere acteurs en actrices.

## Verhaal
De met telekinetische en telepathische gaven behepte Andrew 'Andy' McGee (David Keith) is samen met zijn dochtertje Charlene 'Charlie'  (Drew Barrymore) op de vlucht voor een overheidsorganisatie met als codenaam The Shop. Hij meldde zich een aantal jaar daarvoor als een gewone doorsnee man aan voor een test. Daarin werd een geheim medisch middel genaamd lot 6 tegen een ruime financiële vergoeding geïnjecteerd bij tien studenten, die zich hiervoor hadden aangemeld. De test werd dubbelblind uitgevoerd, waarbij tien testpersonen lot 6 kregen ingespoten en tien anderen een zoutoplossing die niets deed. Vervolgens moest vanzelf blijken óf het middel iets deed bij degenen die het kregen en wat dan wel. Andy was een van de personen die lot 6 kreeg toegediend, evenals Victoria 'Vicky' Tomlinson (Heather Locklear). Zij lag op het bed naast het zijne af te wachten wat er ging gebeuren na de injectie. Andy bleek op dat moment ineens bovenmenselijke gaven te hebben. Ze kwamen daar samen achter toen Vicky complimentjes van hem hoorde zonder dat hij tegen haar sprak. Bij anderen in het zaaltje bleek lot 6 slechter aangekomen. Zij lagen te schreeuwen van de pijn terwijl ze uit hun ogen, neus en oren bloedden.
Een aantal jaar later werden Andy en vooral Charlie opgejaagd wild. Andy en Vicky waren na hun ontmoeting in het testzaaltje met elkaar getrouwd en kregen samen dochter Charlie. Zonder dat ze dit wisten, werden ze al die tijd in de gaten gehouden door agenten van The Shop. Andy en Vicky bleken namelijk de enige twee overlevenden van de tien mensen die destijds lot 6 kregen toegediend. Alle anderen waren eraan gestorven of pleegden anders zelfmoord. Wat Charlie zo interessant maakt voor The Shop is dat zij het kind is van twee personen die door lot 6 allebei speciale gaven ontwikkelden. Hierdoor is de potentie van Charlies krachten hen totaal onbekend en willen ze dit graag bestuderen. Andy en Vicky wilden hier niet aan meewerken. Toen hij op een dag thuiskwam bleek Vicky daarop vermoord in de kast opgesloten. Daarop nam Andy Charlie op en sindsdien proberen ze uit handen van The Shop te blijven.
Charlie blijkt zowel telepathisch als pyrokinetisch begaafd. Zij kan dingen in brand zetten door het alleen maar te willen. Ze heeft alleen amper tot geen controle over haar gave, waardoor Andy wil dat ze probeert die zo min mogelijk te gebruiken, voordat er grote ongelukken gebeuren. De keren dat ze haar gave wel mag gebruiken, is wanneer ze samen oefenen om te proberen er meer controle over te krijgen. Charlies gave blijkt daarbij te groeien in vermogen naarmate ze ouder wordt. De doktoren van The Shop vermoeden dat ze als ze eenmaal de puberteit of anders volwassenheid ingaat, ze de kracht zal hebben van een wandelend kernwapen in het kwadraat. Doctor Joseph Wanless (Freddie Jones) staat er daarom op dat ze wordt vermoord voor het zover komt. The Shops gezagvoerder, Captain Hollister (Martin Sheen), daarentegen wil proberen om Charlie te onderzoeken, zodat ze de bron van haar gave misschien kunnen achterhalen. Als ze die kunnen dupliceren is die misschien als wapen voor militaire doeleinden in te zetten.
The Shop ontdekt dat Andy en Charlie zitten ondergedoken op de boerderij van Irv (Art Carney) en Norma Manders (Louise Fletcher). Een groep agenten gaat erheen om Charlie in te sluiten en mee te nemen, maar krijgt te maken met de toegenomen kracht van Charlies pyrokinetische gave. Wanneer ze ziet dat haar vader pijn wordt gedaan, ontsteekt ze in woede. De een na de andere agent vliegt vervolgens in brand en ook hun voertuigen laat ze ontploffen. Daarna schenkt Irv zijn jeep aan het stel zodat ze daarmee kunnen vluchten naar het huisje aan het meer van Andy's overleden vader. Hollister beseft dat hij iets anders moet proberen, waarop de sadistische Indiaan John Rainbird (George C. Scott) hem zijn diensten aanbiedt. Hij is niet bang voor Charlies vermogens en biedt aan haar aan The Shop te bezorgen. In ruil wil hij Charlie persoonlijk vermoorden en het licht in haar ogen zien doven zodra The Shop klaar is met haar testen. Hollister vindt dit eigenlijk wel verwerpelijk, maar wil Charlie in handen krijgen en stemt daarom toch in hiermee.
Rainbird slaagt in zijn opdracht en Andy and Charlie worden gevangen. Terwijl ze gevangen gehouden worden, wint Rainbird Charlie’s vertrouwen en haalt haar over mee te werken met de experimenten. Andy wordt afgezonderd en met drugs in bedwang gehouden, maar slaagt erin zijn verslaving te boven te komen. Hij gebruikt zijn krachten tegen Hollister om zo een ontsnapping te regelen voor hemzelf en Charlie. Charlie vertelt Rainbird echter ook over dit plan, en derhalve wacht Rainbird de twee op wanneer ze willen vluchten. Andy onthult wie Rainbird werkelijk is en probeert Hollister te manipuleren om Rainbird neer te schieten, maar Rainbird is hem een slag voor en schiet eerst Hollister neer en vervolgens Andy alvorens door Charlie te worden verbrand. Andy sterft, maar kan nog voor zijn dood Charlie aansporen het hele complex van the Shop plat te branden. Charlie gehoorzaamt, en trekt een spoor van verwoesting door het complex.

## Rolverdeling
| Acteur           | Personage                        |
| ---------------- | -------------------------------- |
| David Keith      | Andrew 'Andy' McGee              |
| Drew Barrymore   | Charlene 'Charlie' McGee         |
| Heather Locklear | Victoria 'Vicky' Tomlinson McGee |
| Martin Sheen     | Captain Hollister                |
| George C. Scott  | John Rainbird                    |
| Freddie Jones    | Dokter Joseph Wanless            |
| Art Carney       | Irv Manders                      |
| Louise Fletcher  | Norma Manders                    |
| Moses Gunn       | Dokter Pynchot                   |
| Drew Snyder      | Orville Jamieson                 |
| Curtis Credel    | Bates                            |
| Keith Colbert    | Mayo                             |
| Dick Warlock     | Knowles                          |
| Jeff Ramsey      | Steinowitz                       |
| Carole Francisco | Joan Dugan                       |
| Wendy Womble     | Josie                            |
| John Sanderford  | Albright                         |
| Carey Fox        | Agent Hunt                       |

## Achtergrond

### Ontvangst
Firestarter  krijgt van 41% van de recensenten een goede beoordeling op Rotten Tomatoes.

### Soundtrack
De filmmuziek voor Firestarter is gecomponeerd en geproduceerd door Tangerine Dream.
| Nr. | Titel             | Duur |
| --- | ----------------- | ---- |
| 1.  | Crystal Voice     | 3:07 |
| 2.  | The Run           | 4:50 |
| 3.  | Testlab           | 4:00 |
| 4.  | Charly the Kid    | 3:51 |
| 5.  | Escaping Point    | 5:10 |
| 6.  | Rainbirds Move    | 2:31 |
| 7.  | Burning Force     | 4:17 |
| 8.  | Between Realities | 2:53 |
| 9.  | Shop Territory    | 3:15 |
| 10. | Flash Final       | 5:15 |
| 11. | Out of the Heat   | 2:30 |

Bezetting
- Edgar Froese – keyboards, elektronische apparatuur, gitaar
- Christopher Franke – synthesizers, elektronische apparatuur, slaginstrument
- Johannes Schmoelling – keyboards, percussion

## Prijzen en nominaties
Firestarter werd in 1985 genomineerd voor twee Saturn Awards:
- Beste horrorfilm
- Beste optreden door een jonge acteur (Drew Barrymore)